# Sven Strömberg (tandläkare)
Sven Ludvig Strömberg, född 4 juni 1892 i Arboga, död 20 april 1971 i Motala, var en svensk tandläkare och målare.
Han var son till handelsföreståndaren Ludvig Strömberg och Emilie Gerlin samt gift med Elisif Dahlström. Efter studentexamen 1911 avlade han tandläkarkandidatexamen 1912 och blev legitimerad tandläkare 1914. Han arbetade därefter som tandläkare i Askersund och Motala. Vid sidan av sitt arbete var han verksam som konstnär och medverkade i samlingsutställningar med Östgöta konstförening. Hans konst består av blomsterstilleben.  